# Johannes Raspe

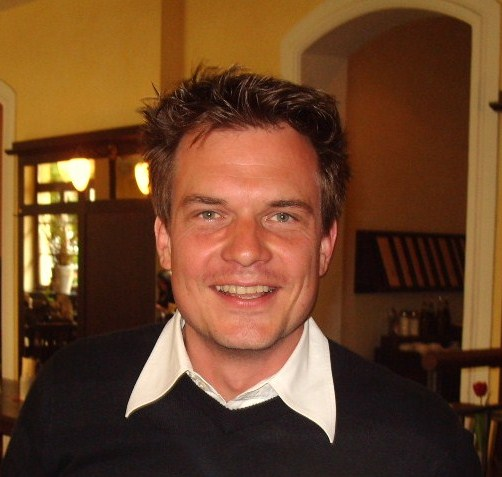
Johannes Raspe (2010)

Johannes Raspe (* 29. November 1977 in München) ist ein deutscher Schauspieler, Synchron-, Hörspiel- und Hörbuchsprecher. Bekannt ist er vor allem als deutsche Feststimme von Robert Pattinson, James McAvoy und Jamie Dornan.

## Leben
Johannes Raspe ist Sohn des Schauspielers Horst Raspe und der Schauspielerin Erika Nauen. Er wurde als jüngeres von zwei Kindern geboren. Aufgrund der beruflichen Verbindungen seines Vaters eröffnete sich ihm im Alter von elf Jahren die Möglichkeit, als Kinderstimme im Synchronatelier mitzuwirken. In der Puppenserie Flickerl und Fleckerl übernahm er 1988 für den Bayerischen Rundfunk die erste Hauptrolle als Fleckerl, gefolgt von der Rolle des Mark Wedloe in der 1989 wieder aufgenommenen Kinderserie Mein Freund Ben.
Johannes Raspe ist verheiratet und Vater von zwei Töchtern. Die Familie lebt in München. Raspes ältere Schwester Katharina agierte Mitte der 1990er Jahre als Hauptdarstellerin Lucia Conti in der Seifenoper So ist das Leben! Die Wagenfelds.

## Synchronisation und Sprecher
Raspe war Synchronsprecher für zahlreiche Filmhauptrollen, darunter Topher Grace in Traffic – Macht des Kartells (2000), Jake Gyllenhaal in Donnie Darko (2001), Joe Anderson in Klang der Stille (2006), Joseph Gordon-Levitt in Die Regeln der Gewalt (2007) und Elio Germano in Mein Bruder ist ein Einzelkind (2008) zu hören. In der Romanverfilmung Twilight – Biss zum Morgengrauen (2008) synchronisierte er erstmals Robert Pattinson als Vampir Edward Cullen. Infolge des kommerziellen Erfolgs, der sich mit den Fortsetzungen New Moon – Biss zur Mittagsstunde und Eclipse – Biss zum Abendrot wiederholte, wurde Raspe auch für die Synchronisation vergangener, in Deutschland bis zu jenem Zeitpunkt unveröffentlichter Fernsehfilme des britischen Schauspielers eingesetzt. Seit dem britischen Melodram Abbitte (2007) war Raspe ferner auf James McAvoy zu hören, seit Nicht noch ein Teenie-Film (2001) wiederkehrend auf Eric Christian Olsen. 2012 synchronisierte er im Film Ice Age 4 – Voll verschoben das Mammut Ethan.
Serienhauptrollen übernahm Johannes Raspe unter anderem als deutsche Stimme von Topher Grace als Eric Forman in der acht Staffeln umfassenden Sitcom Die wilden Siebziger (2000–2008), Chad Allen als Matthew Cooper in Dr. Quinn – Ärztin aus Leidenschaft (1993–1998), Nate Richert als Harvey Kinkle in Sabrina – Total Verhext! (1996–2003), Ryan Sypek als Ken „Junior“ Davis in Wildfire (2005–2008), Jesse McCartney als Bradin Westerley in Summerland Beach (2004–2005), Andrew Lee Potts als Connor Temple in Primeval – Rückkehr der Urzeitmonster (seit 2007) und Dustin Milligan als Ethan Wards in der Auftaktstaffel von 90210 (2009). In animierten Produktionen vertonte er unter anderem die Titelfigur Dog in der Zeichentrickserie CatDog (1996–2003), Token und Craig als Synchrondoppelrolle in South Park (seit 1999) sowie als Nebencharaktere die Figuren Harley in Pokémon, als Jakotsu (7 legendären Krieger) in Inuyasha (2006) und Ecki in One Piece (2004–2005). Als Hauptrolle vertont er in Sailor Moon Crystal Mamoru/Tuxedo Mask. Außerdem sprach er als Synchronsprecher die Stimme von Oliver Queen (Arrow) in der Fernsehserie Arrow (2012–2020). Seit 2022 ist Raspe in der im selben Serienuniversum angesiedelten Serie Superman & Lois zu hören, wo er die Hauptrolle des Clark Kent alias Superman (gespielt von Tyler Hoechlin) spricht. Zuvor hatte diese Rolle in anderen Serien Tim Knauer inne.
Seit 2014 spricht er außerdem Rafael Solano (Justin Baldoni) in Jane the Virgin und James Alexander Malcolm MacKenzie Fraser (Sam Heughan) in Outlander.
In der auf VOX ausgestrahlten Pseudo-Doku-Soap mieten, kaufen, wohnen fungierte Raspe 2009 bis 2016 als Off-Sprecher.

## Darsteller
Unter der Regie von Klaus Lemke agierte Raspe im Jahr 2002 als Hauptdarsteller Joey in Running out of Cool, in der Independent Komödie Something that sticks von Regisseur James Devereux übernahm er 2006 die Rolle des Protagonisten und Popstars Billy Blair. Im gleichen Jahr schloss sich die kanadisch-deutsche Kurzfilmproduktion The Tourist an, in der Raspe unter der Regie von Eisha Marjara die Figur des Verlobten Bernie verkörperte.
In der Seifenoper Marienhof trat Johannes Raspe während des Zeitraums von 2002 bis 2003 in etwa einhundert Folgen als Justus Hofmann auf.

## Audioproduktionen (Auswahl)
Für Der Audio Verlag (dav) hat Raspe mehrere Hörbücher eingelesen, unter anderem Ruht das Licht (2011) nach der Vorlage von Maggie Stiefvater.
Für den Audio Media Verlag las Raspe 2014 gemeinsam mit Sabine Bohlmann das Hörbuch Julia und die Stadtteilritter ein: ISBN 978-3-86804-366-2.
Für Titania Medien hat er seit 2013 in diversen Produktionen mitgewirkt. Seinen ersten Auftritt hatte er dort in Weiß nach der Vorlage von Mary Fortune in der Reihe Gruselkabinett. Daraufhin folgten weitere Auftritte bis zuletzt 2018 in Der Rabe nach Edgar Allan Poe und in Runenzauber nach M. R. James.
2018 erschien das von Raspe gelesene Hörbuch PARK AVENUE PRINCE bei Lübbe Audio: ISBN 978-3-7857-5666-9.
2021 las Raspe gemeinsam mit Ulrike Kapfer und Gudo Hoegel Sam Heughans & Graham McTavishs Buch CLANLANDS als Hörbuch ein: Argon Verlag, ISBN 978-3-7324-5769-4 (Hörbuch-Download).
2023 las Raspe zusammen mit K. Dieter Klebsch das Hörbuch The Clanlands Almanac ein (Argon Verlag, ISBN 978-3-7324-0999-0).

## Filmografie (Auswahl)
- 1993: Tödliche Lüge
- 2002: Running out of Cool
- 2002–2003: Marienhof
- 2005: The Tourist (Kurzfilm)
- 2006: Something that sticks

## Synchronrollen (Auswahl)
Robert Pattinson
- 2008: Twilight – Biss zum Morgengrauen als Edward Cullen
- 2009: New Moon – Biss zur Mittagsstunde als Edward Cullen
- 2010: Remember Me – Lebe den Augenblick als Tyler Hawkins
- 2010: Eclipse – Biss zum Abendrot als Edward Cullen
- 2010: The Haunted Airman als Toby Jugg
- 2010: Das Handbuch für Rabenmütter als Daniel Gale
- 2010: How to Be – Das Leben ist kein Wunschkonzert als Arthur „Art“ Freeman
- 2010: Little Ashes als Salvador Dalí
- 2010: Liebe, oder lieber doch nicht als Richard
- 2011: Wasser für die Elefanten als Jacob Jankowski
- 2011: Breaking Dawn – Biss zum Ende der Nacht, Teil 1 als Edward Cullen
- 2012: Bel Ami als Georges Duroy
- 2012: Cosmopolis als Eric Packer
- 2012: Breaking Dawn – Biss zum Ende der Nacht, Teil 2 als Edward Cullen
- 2014: The Rover als Rey
- 2014: Maps to the Stars als Jerome Fontana
- 2015: Königin der Wüste als Col. T.E. Lawrence
- 2015: Life als Dennis Stock
- 2016: Die versunkene Stadt Z als Herny Costin
- 2017: Good Time als Connie Nikas
- 2018: High Life als Monte
- 2019: Smoking Gun – Nicht jede Frau will gerettet werden als Samuel Alabaster
- 2019: The King als Dauphin
- 2019: Der Leuchtturm als Ephraim Winslow
- 2020: Tenet als Neil
- 2020: The Devil All the Time als Preston Teagardin
- 2022: The Batman als Bruce Wayne/Batman

James McAvoy
- 2006: Penelope als Max
- 2007: Abbitte als Robbie Turner
- 2008: Wanted als Wesley Allan Gibson
- 2008: Starter for 10 als Brian Jackson
- 2009: Ein russischer Sommer als Walentin Fjodorowitsch Bulgakow
- 2010: Die Lincoln Verschwörung als Frederick Aiken
- 2011: X-Men: Erste Entscheidung als Prof. Charles Xavier
- 2013: Enemies – Welcome to the Punch als Max Lewinsky
- 2013: Trance – Gefährliche Erinnerung als Simon
- 2013: Drecksau als Bruce Robertson
- 2014: Muppets Most Wanted als Lieferant
- 2014: X-Men: Zukunft ist Vergangenheit als Prof. Charles Xavier
- 2014: Das Verschwinden der Eleanor Rigby als Conor Ludlow
- 2015: Victor Frankenstein – Genie und Wahnsinn als Victor von Frankenstein
- 2016: X-Men: Apocalypse als Prof. Charles Xavier
- 2016: Split als Kevin Wendell Crumb
- 2017: Atomic Blonde als David Parcival
- 2018: Sherlock Gnomes als Gnomeo
- 2019: Glass als Kevin Wendell Crumb
- 2019: X-Men: Dark Phoenix als Prof. Charles Xavier
- 2019: Es Kapitel 2 als Bill Denbrough

Eric Christian Olsen
- 2001: Nicht noch ein Teenie-Film! als Austin
- 2006: Bierfest als Gunter
- 2007: Sexy, clever und über 40 als Jason ‘Krueger’ Langdon
- 2009: Fired Up! als Nick Brady
- 2010: Plan B für die Liebe als Clive

Jamie Dornan
- 2015: Fifty Shades of Grey als Christian Grey
- 2017: Fifty Shades of Grey – Gefährliche Liebe als Christian Grey
- 2018: Fifty Shades of Grey – Befreite Lust als Christian Grey
- 2018: Mein Dinner mit Hervé als Danny Tate
- 2018: A Private War als Paul Conroy
- 2022: The Tourist – Duell im Outback als Elliot Stanley

Christopher Gorham
- 2006: Jake 2.0 (Fernsehserie, 13 Episoden) als Jake Foley
- 2005–2006: Out of Practice – Doktor, Single sucht … (Fernsehserie, 22 Episoden) als Benjamin Barnes
- 2012: Hot in Cleveland (Fernsehserie, 1 Episode) als Casey
- 2017: The Magicians (Fernsehserie, 3 Episoden) als Senator John Gaines

Stephen Amell
- 2006: Das Haus nebenan als Buddy Harrelson
- 2010: Liebe und Eis 4 – Feuer und Eis als Phillip Seaver
- 2013–2020: Arrow (Fernsehserie) als Oliver Queen/Green Arrow
- 2014–2017: The Flash (Fernsehserie, 6 Episoden) als Oliver Queen/Green Arrow
- 2016–2017: Legends of Tomorrow (Fernsehserie, 5 Episoden) als Oliver Queen/Green Arrow
- 2017: Supergirl (Fernsehserie, 1 Episode) als Oliver Queen/Green Arrow

### Filme
- 1990: Robert Jayne in Tremors – Im Land der Raketenwürmer als Melvin Plug
- 1996: Mooky Arizona in Hausarrest als Matt Finley
- 1998: Casey Affleck in Desert Blue als Pete Kepler
- 1998: Danny Masterson in The Faculty als Fuck-Up Junge
- 1999: Gabriel Mann in Die Amerikanische Jungfrau als Brian
- 2000: Johnny Zander in Coyote Ugly als Roy
- 2000: Kerr Smith in Final Destination als Carter Horton
- 2005: Jimmy Shergill in Denn meine Liebe ist unsterblich als Karan Choudhry
- 2000: Trent Ford in Deeply als James
- 2000: Richmond Arquette in Scream 3 als Student
- 2000: Topher Grace in Traffic – Die Macht des Kartells als Seth Abrahams
- 2000: Matthew Rhys in Sorted als Carl
- 2001: Jake Gyllenhaal in Donnie Darko als Donnie Darko
- 2001: Gabriel Mann in Josie and the Pussycats als Alan M.
- 2001: Dan Gerson in Die Monster AG als Smitty
- 2001: Sean Biggerstaff in Harry Potter und der Stein der Weisen als Oliver Wood
- 2001: Kerr Smith in Pressure – Nichts ist gefährlicher als die Wahrheit als Steve Hillman
- 2001: James Marsden in Sugar & Spice als Jack Bartlett
- 2002: Lawrence Gilliard Jr. in Gangs of New York als Jimmy Spoils
- 2002: Sean Biggerstaff in Harry Potter und die Kammer des Schreckens als Oliver Wood
- 2002: Emile Hirsch in Lost Heaven als Francis Doyle
- 2004: Jake Gyllenhaal in Jiminy Glick in Gagawood als Jake Gyllenhaal
- 2004: Chris Pine in Plötzlich Prinzessin 2 als Nicholas Devereaux
- 2005: Ben Whishaw in Stoned als Keith Richards
- 2005: Jimmy Shergill in Denn meine Liebe ist unsterblich als Karan Choudhry
- 2005: Dossett Marchese in American Pie präsentiert: Die nächste Generation als Andy
- 2006: Jesse Eisenberg in Der Tintenfisch und der Wal als Walt Berkman
- 2006: Jonah Hill in Grandma’s Boy als Barry
- 2006: Matt Newton in Drake & Josh unterwegs nach Hollywood als Deegan
- 2007: Martin Freeman in The Good Night als Gary
- 2007: Joseph Gordon-Levitt in Die Regeln der Gewalt als Chris Pratt
- 2009: Jesse Plemons in Shopping-Center King – Hier gilt mein Gesetz als Charles
- 2010: Chris Hemsworth in Ca$h als Sam Phelan
- 2010: Liam Hemsworth in Mit Dir an meiner Seite als Will Blakelee
- 2011: Ary Katz in J. Edgar als Agent Owens
- 2012: Aubrey Graham in Ice Age 4 – Voll verschoben als Ethan
- 2017: Masakazu Morita in One Piece 3D2Y: Überwinde Aces Tod! als Marco
- 2017: Rory Fleck-Byrne in The Foreigner als Sean Morrison
- 2018: Sam Heughan in Bad Spies als Sebastian Henshaw
- 2020: Sam Heughan in Bloodshot als Jimmy Dalton
- 2020: Oliver Chris in Emma als John Knightley
- 2021: Kenji Nojima in Sailor Moon Eternal als Mamoru Chiba/Tuxedo Mask
- 2024: Kenji Nojima in Sailor Moon Cosmos als Mamoru Chiba/Tuxedo Mask

### Serien
- 1999–2000: Matt Stone in South Park als Craig Tucker (1. Stimme)
- 2000–2005, 2008–2009: Topher Grace in Die wilden Siebziger als Eric Forman (179 Folgen)
- 2001–2003: Adrien Beard in South Park als Token Black (1. Stimme)
- 2003–2006: Chris Kirkpatrick in Cosmo & Wanda – Wenn Elfen helfen als Chip Skylark
- 2005: Jonathon Young in Taken als Slide
- 2006–2007: Ryotaro Okiayu in One Piece als Ecki Zugluft
- 2007: Kyle Schmid in Beautiful People als Evan Frasier
- 2008–2009: Ryan Sypek in Wildfire als Junior Davis
- 2009, seit 2016: One Piece als Marco (ab Folge 316)
- 2009: Austin Butler in Zoey 101 als James Garret (Staffel 4)
- 2009: Dustin Milligan in 90210 als Ethan Ward (Staffel 1)
- 2011: Harry Lloyd in Game of Thrones als Viserys Targaryen (Staffel 1, 5 Folgen)
- seit 2014: Sam Heughan in Outlander als James „Jamie“ Alexander Malcolm MacKenzie Fraser
- 2015–2020: Bob Morley in The 100 als Bellamy „Bell“ Blake
- 2016: Kenji Nojima in Sailor Moon Crystal als Mamoru Chiba/Tuxedo Mask
- 2017: Kip Pardue in Marvel’s Runaways als Frank Dean
- 2018–2019: Ryan Kwanten in The Oath als Steve Hammond
- 2020–2024: Jerry O’Connell in Star Trek: Lower Decks als Jack Ransom
- seit 2020: Anthony Hill in Grey’s Anatomy als Dr. Winston Ndugu
- 2023: Topher Grace in Die wilden Neunziger als Eric Forman (1 Folge)
- 2024–2025: Tunde Adebimpe in Star Wars: Skeleton Crew als Wendle

## Auszeichnungen
- 2010 Die Silhouette in der Kategorie „Synchronschauspieler Film“ als deutsche Stimme von Robert Pattinson in Twilight und New Moon